# Basidiobolaceae
Die Basidiobolaceae sind eine artenarme Familie von Pilzen. Sie sind die einzige Familie der Ordnung der Basidiobolales,  die wiederum als einziges die Abteilung Basidiobolomycota bilden, und diese ein eigenes Unterreich der Pilze, die Basidiobolomyceta.

## Merkmale
Die Basidiobolaceae besitzen einen Thallus aus Myzel mit regelmäßig septierten einkernigen Zellen. Der Zellkern wird oft größer als zehn Mikrometer und besitzt einen großen zentralen Nucleolus. Die Zygosporen (begeißelte Sporen) haben dicke zweischichtige Zellwände und werden homothallisch auf der Achse der Elternzellen gebildet. Die Konidienträger sind einfach gebaut mit einer knollenartigen Verdickung unterhalb der sich bildenden Konidie. Die Konidien sind kugelig, einkernig mit einer kleinen kegeligen Warze an der Basis. Sie wird bei Reife raketenartig freigeschossen.

## Ökologie und Lebensweise
Die Basidiobolaceae leben saprotroph oder sind pathogene.
Mehrere Basidiobolus-Arten können Mykosen in Wirbeltieren inklusive des Menschen verursachen. Andere leben hefeähnlich als Kommensalen im Darm von Reptilien und Amphibien.

## Systematik
Die Basidiobolaceae wurden bereit 1924 von Heinrich Gustav Adolf Engler und E. Gilg erstbeschrieben, die Ordnung Basidiobolales dann 1931 von Arthur Louis Arthurovič de Jaczewski und P. A. Jaczewski. Sie wurden lange zu den Fliegentöterpilzartigen gestellt. Aleksander Borissowitsch Doweld stellte dann 2001 die Klasse Basidiobolomycetes und die Abteilung Basidiobolomycota auf. Richard A. Humber beschrieb die Klasse 2012 nochmal neu, da seiner Meinung nach Dowelds Beschreibung nur mit fragmentiertem Wissen nicht auf die gesamte Klasse gelte. 2018 stellten dann Leho Tedersoo und Kollegen das eigene Unterreich Basidiobolomyceta auf.
Folgende Gattungen gehören zur Familie:
- Basidiobolus Eidam  mit zehn beschriebenen Arten.
- Schizangiella mit der einzigen Art Schizangiella serpentis J. Dwyer, B. Burwell, Humber, C. Mcleod, M. Fleetwood & T. Johnson bis